# Veghel
Veghel est une ville et une ancienne commune des Pays-Bas, située au sud du pays, dans le nord-est de la province du Brabant-Septentrional.
La ville de Veghel est située sur le canal Zuid-Willemsvaart, et sur la rivière Aa, qui coule à travers le centre-ville.
Le 1er janvier 2016, la commune de Veghel comptait 38 079 habitants, dont 31 352 habitants dans la ville de Veghel. En 2017, la municipalité a été ajoutée à la nouvelle commune de Meierijstad.

## Localités
- Boerdonk
- Eerde
- Erp
- Keldonk
- Mariaheide
- Veghel
- Zijtaart

## Personnalités
- Siham Raijoul (1986), présentatrice de télévision, est née à Veghel,
- Sylvie Swinkels (née en 2000), cycliste professionnelle, y est née également.